# 5628 Preussen
För andra betydelser, se Preussen (olika betydelser).
5628 Preussen eller 1991 RP7 är en asteroid i huvudbältet som upptäcktes den 13 september 1991 av de båda tyska astronomen Freimut Börngen och Lutz D. Schmadel vid Tautenburg-observatoriet. Den är uppkallad efter kungariket och senare den tyska delstaten Preussen.
Asteroiden har en diameter på ungefär 12 kilometer.